# ریو کیمورا
ریو کیمورا (انگلیسی: Ryo Kimura؛ زادهٔ ۲۳ سپتامبر ۱۹۸۸) هنرپیشه اهل ژاپن است.